# Tavua FC
Tavua FC is een Fijische voetbalclub uit Tavua.
De club werd opgericht op 1942. De club speelt anno 2023 bij National Football League.

## Bekende (oud-)spelers
- Thomas Esaeli
- Malakai Kainihewe